# Northrop Grumman E-8 Joint STARS
El Northrop Grumman E-8 Joint Surveillance Target Attack Radar System (Abreviat Joint STARS) és un avió militar de suport i gestió de batalla fabricat per l'empresa nord-americana Northrop Grumman, i usat per la Força Aèria dels Estats Units (USAF). L'E-8 fa un seguiment dels objectius, siguin vehicles de terra o bé altres aeronaus, recol·lecta imatges i proporciona mapes tàctics als comandants del teatre d'operacions terrestre.

## Història

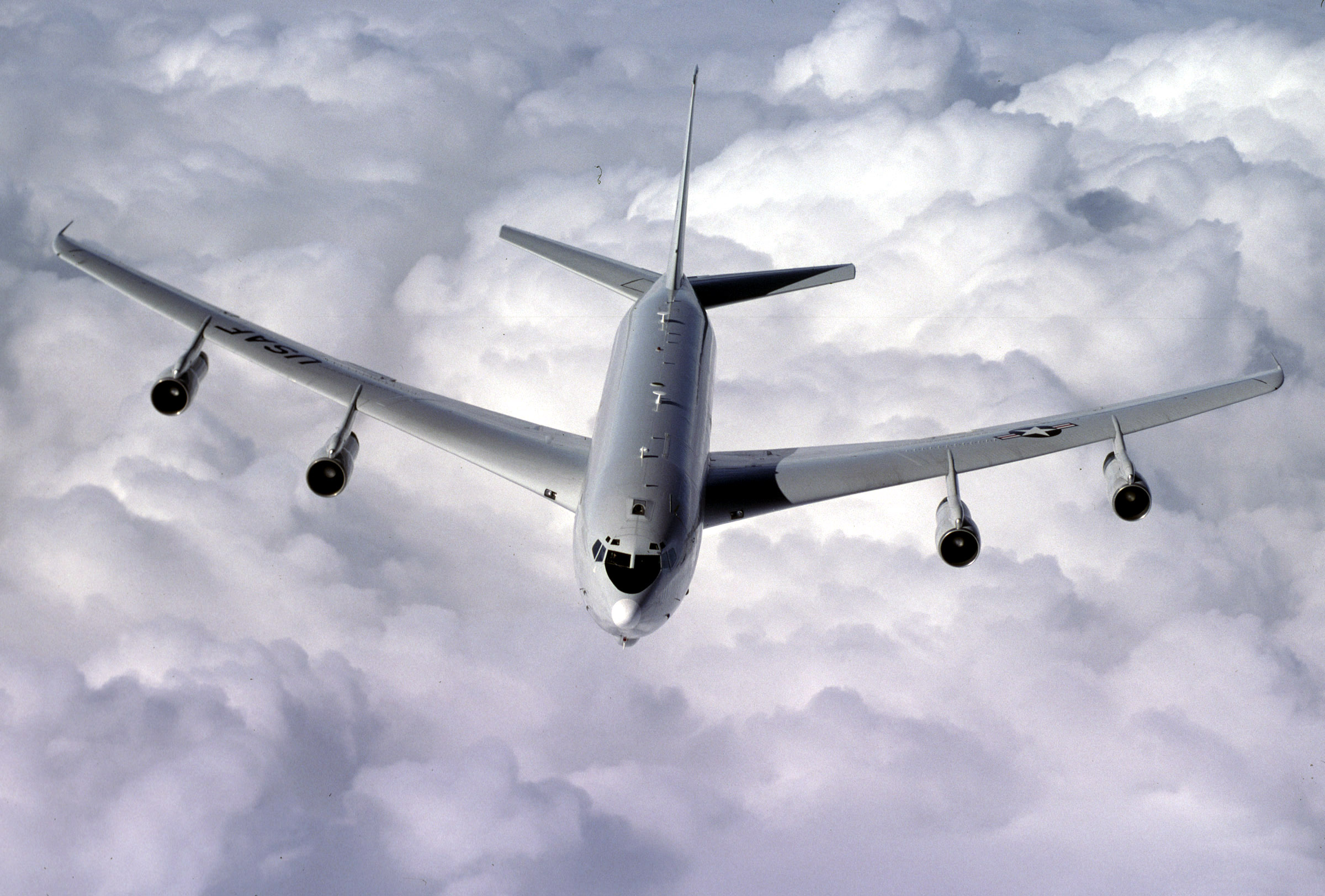
Un E-8 Joint STARS en vol.

### Unitats
Les primeres dues unitats de l'E-8 Joint Stars foren demanats a l'empresa Northrop Grumman per la Força Aèria dels Estats Units l'any 1985, la USAF volia una aeronau per a detectar, localitzar i apuntar a l'objectiu més enllà de la zona d'avançament de tropes, o bé, directament, rere les línies del territori enemic. És una variant amb la mateixa estructura del Boeing 707. En un total d'accidents s'han perdut 17 E-8. Tots els E-8 s'operen actualment amb nous motors JT8D, que es varen incloure a l'aeronau l'any 2005. Aquest avió compta amb un radar de comunicacions i subsistemes especials de control, l'E-8 és capaç de realitzar abastament en vol, és un avió que pot operar molt fàcilment en zones de combat. L'avió s'ha utilitzat en combat des de l'any 1991, on entrà en servei fins ara a l'Operació Tempesta del Desert.

## Disseny
L'E-8 Joint STARS posseeixen un radar d'obertura sintètica AN/APY-7 sota el fuselatge. Aquest radar opera amb una àmplia ària de vigilància, fent servir els dos indicadors d'objectius fixos tant com objectius en moviment. L'antena té un camp giratori de 120 graus de visió, que cobreix prop de 50.000 km². És capaç de seguir simultàniament 600 objectius a una distància de més de 250 kilòmetres.

## Especificacions (E-8C)

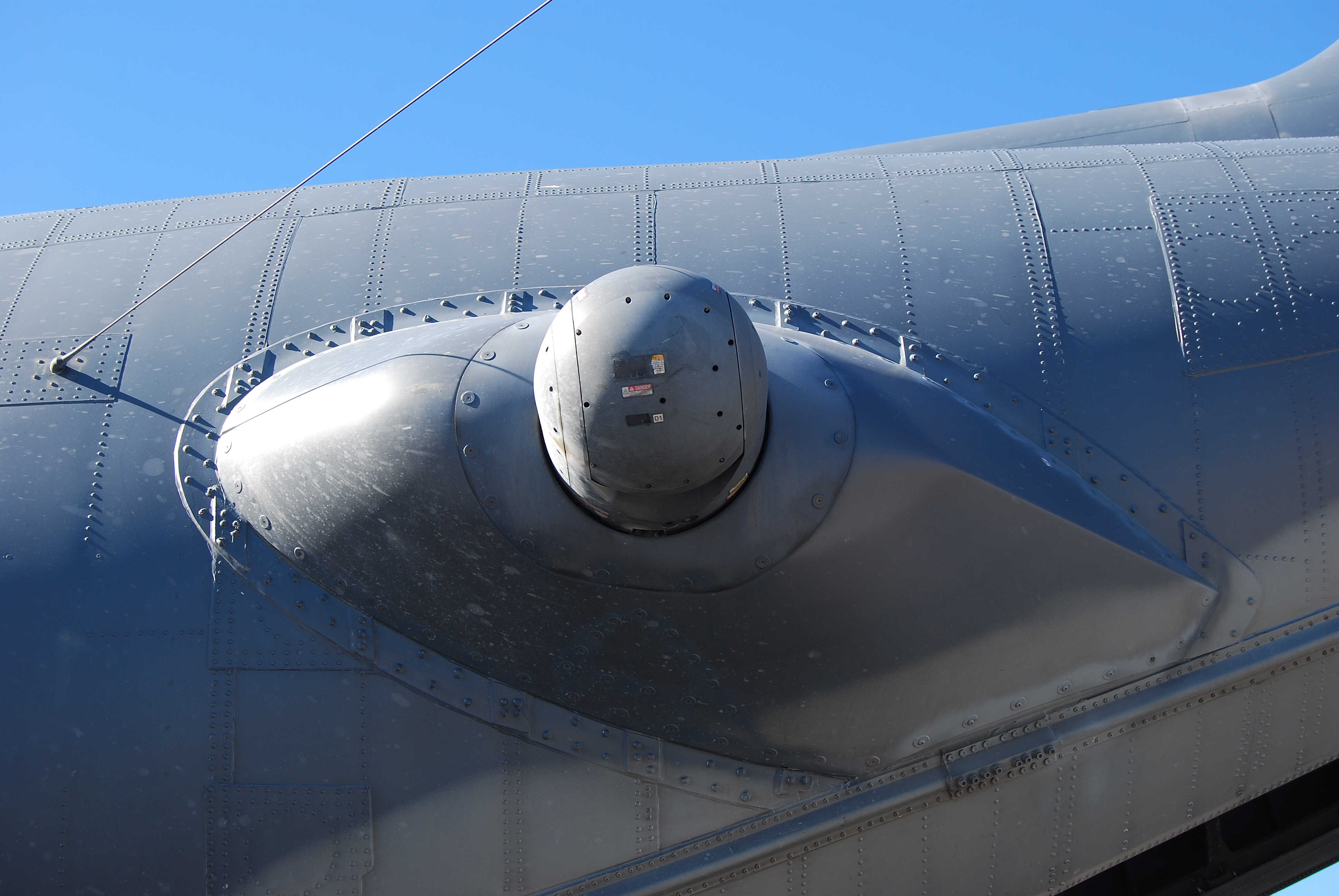
Vista del radar d'obertura sintètica An/ANY-7.

### Característiques generals
- Tripulació: 4 tripulants a la cabina.
- Capacitat: 18 especialistes (depèn de la mida de la missió)
- Longitud: 46,6 metres (152,9 ft)
- Envergadura: 44,4 metres (145,7 ft)
- Altura: 13 metres (42,5 ft)
- Pes en buit: 171 000 kg (376 884 lb)
- Pes màxim a l'enlairament: 336 000 kg (740 544 lb)

### Rendiment
Velocitat de creuer (Vc): 390 km/h (242 Mph - 211 Kt)
Abast: 9 hores en vol.
Sostre de vol: 12 802 metres (42 000 ft)